# Guy al II-lea de Spoleto
Guy al II-lea (d. sfârșitul lui 882 sau începutul lui 883) a fost duce de Spoleto și margraf de Camerino.

## Biografie
Membru al familiei Guideschilor, Guy a fost fiul și succesorul ducelui Lambert I de Spoleto. El a fost promotorul unui plan ambițios de expansiune către sud și apus, ceea ce l-a adus în conflict cu papalitatea.
În anul urcării pe tronul spoletan, la 18 iulie a primit o scrisoare papală, prin care papa Ioan al VIII-lea îi solicita o întrevedere, însă Guy nu numai că a ignorat-o, dar a invadat teritoriul Statului papal. În replică, papa Ioan a solicitat ajutorul lui Carol cel Gras, la acea vreme rege al Italiei, pe care l-a încoronat ca împărat roman la 12 februarie 881. Cu toate acestea, Carol nu a întreprins nimic în sprijinul papei. O altă scrisoare papală, datată în 11 noiembrie și adresată lui Carol se referă la Guy cu termenul de Rabbia ("Turbatul"), care i-a rămas ca poreclă.
În februarie 882, în cadrul unei diete convocate la Ravenna de către Carol cel Gras, ducele de Spoleto, împăratul și papa au încheiat pace, iar Guy, ca și unchiul său Guy de Camerino, au jurat să restituie teritoriile preluate de la papalitate. Într-o scrisoare din luna martie a aceluiași an adresată lui Carol, papa Ioan al VIII-lea se plângea că acel jurământ nu fusese încă pus în practică.
Guy nu a reușit niciodată să își îndeplinească visele de expansiune. El a murit de tânăr, la sfârșitul aceluiași an sau la începutul celui următor. El a fost succedat în Spoleto de către unchiul său, devenit Guy al III-lea, dat fiind că fiii săi erau încă minori. Fiul său, Guy al IV-lea va domni mai târziu în Spoleto, ca și în Ducatul de Benevento. Fiica sa, Itta s-a căsătorit cu principele longobard Guaimar I de Salerno.